# William Albert Wack
William Albert Wack (South Bend, 28 giugno 1967) è un vescovo cattolico statunitense, dal 29 maggio 2017 vescovo di Pensacola-Tallahassee.

## Biografia
William Albert Wack è nato a South Bend, Indiana, il 28 giugno 1967 ed è il penultimo di dieci figli. Anche il fratello minore è sacerdote.

### Formazione e ministero sacerdotale
Nell'agosto del 1985 è entrato nel seminario della Congregazione di Santa Croce. Nel 1989 ha conseguito il Bachelor of Arts in scienze politiche e rapporti internazionali presso l'Università di Notre Dame. Tra il 1989 e il 1990 ha compiuto il periodo di noviziato. Nel 1993 ha ottenuto il Master of Divinity presso l'Università di Notre Dame. Nel 2002 ha ottenuto il diploma in executive management presso lo stesso ateneo.
Il 28 agosto 1993 ha emesso la professione solenne e il giorno successivo è stato ordinato diacono. Il 9 aprile 1994 è stato ordinato presbitero. In seguito è stato vicario parrocchiale della parrocchia del Sacro Cuore a Colorado Springs dal 1994 al 1997; direttore associato delle vocazioni per la sua Congregazione dal 1997 al 2002; direttore dell'Andre House, un centro di assistenza per poveri e senzatetto, a Phoenix dal 2002 al 2008; parroco della parrocchia di Sant'Ignazio Martire ad Austin dal 2009; membro del consiglio presbiterale della diocesi di Austin dal 2011; vicepresidente dello stesso e vicario foraneo del decanato Austin Centro.
È stato anche membro del consiglio della commissione giustizia e pace di Pikes Peak dal 1996 al 1998, membro del consiglio amministrativo dell'Holy Cross Associates dal 1998 al 2002, membro del consiglio di fondazione dell'Holy Cross College di Notre Dame dal 2000 al 2003, membro del consiglio di Catholic Charities della diocesi di Phoenix dal 2003 al 2008, membro del consiglio della St. Louise House in Texas dal 2010 al 2013, membro del comitato per le scuole cattoliche della diocesi di Austin dal 2010 al 2016 e presidente dello stesso dal 2016.

### Ministero episcopale
Il 29 maggio 2017 papa Francesco lo ha nominato vescovo di Pensacola-Tallahassee. Ha ricevuto l'ordinazione episcopale il 22 agosto successivo nel Pensacola Bay Center a Pensacola dall'arcivescovo metropolita di Miami Thomas Gerard Wenski, co-consacranti il vescovo di Peoria Daniel Robert Jenky e quello di Austin Joe Steve Vásquez.
Nel febbraio del 2020 ha compiuto la visita ad limina.

## Genealogia episcopale
La genealogia episcopale è:
- Cardinale Scipione Rebiba
- Cardinale Giulio Antonio Santori
- Cardinale Girolamo Bernerio, O.P.
- Arcivescovo Galeazzo Sanvitale
- Cardinale Ludovico Ludovisi
- Cardinale Luigi Caetani
- Cardinale Ulderico Carpegna
- Cardinale Paluzzo Paluzzi Altieri degli Albertoni
- Papa Benedetto XIII
- Papa Benedetto XIV
- Papa Clemente XIII
- Cardinale Marcantonio Colonna
- Cardinale Giacinto Sigismondo Gerdil, B.
- Cardinale Giulio Maria della Somaglia
- Cardinale Carlo Odescalchi, S.I.
- Cardinale Costantino Patrizi Naro
- Cardinale Lucido Maria Parocchi
- Papa Pio X
- Cardinale Gaetano De Lai
- Cardinale Raffaele Carlo Rossi, O.C.D.
- Cardinale Amleto Giovanni Cicognani
- Cardinale Pio Laghi
- Arcivescovo John Clement Favalora
- Arcivescovo Thomas Gerard Wenski
- Vescovo Gregory Lawrence Parkes, C.S.C.

## Araldica
| Stemma | Titolare                                             | Descrizione |
|        | William Albert Wack Vescovo di Pensacola-Tallahassee | Semitroncato partito: al primo di rosso alla croce d'oro, accantonata nel I da un'elica d'argento, sul tutto un bisante d'argento caricato del Sacro Cuore di rosso, spinato di nero e fiammeggiante d'oro; al secondo d'argento alla decusse di rosso, accantonata della casa di nero nel capo e di tre galli dello stesso, membrati e imbeccati d'oro, crestati e barbigliati di rosso; al terzo ripartito ondato: al I d'oro al ramo di rosa al naturale sormontato dalla croce d'azzurro caricata dell'ancora dello stesso posta in banda, sovraccaricata dall'ancora dello stesso posta in sbarra; al II d'azzurro al plinto d'oro, caricato della porta di casa aperta d'azzurro, pomellata e riquadrata d'argento, incardinata a sinistra; al palo ondato dell'uno nell'altro attraversante sulla ripartizione. Ornamenti esteriori da vescovo. Motto "Come. Follow me". |